# 벤저민 스폭

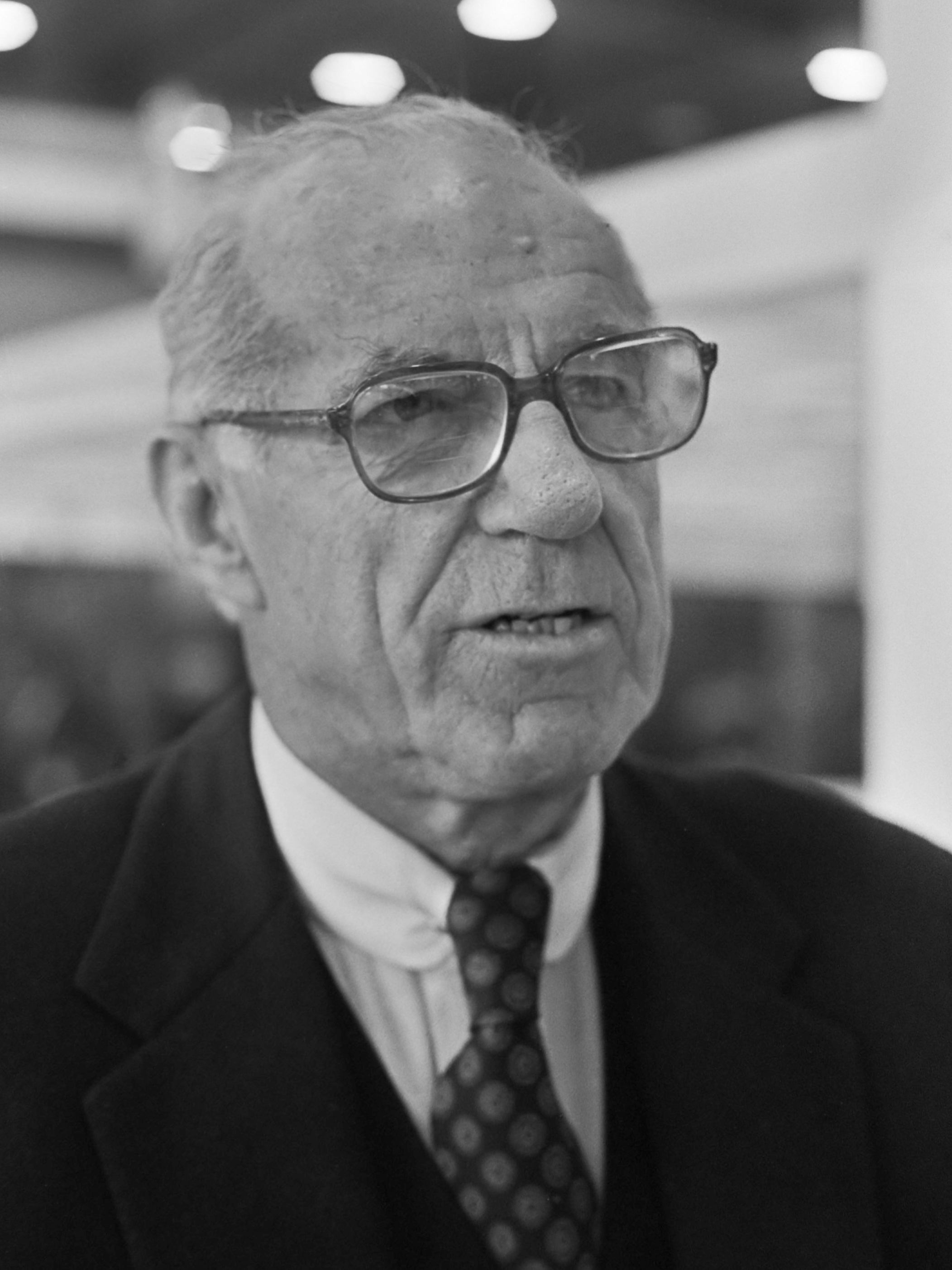
벤저민 스폭

벤저민 스폭(Benjamin Spock, 1903년 5월 2일 ~ 1998년 3월 15일)은 미국의 소아과 의사이자 작가이다. 베트남 전쟁에 반대하고 평화 운동가로도 활동했다. 1946년에 간행된 육아서 《The Common Sense Book of Baby and Child Care》는 42개 언어로 번역되어 전 세계적으로 5000만권 이상의 판매고를 보인 베스트셀러이다. 1924년 파리 올림픽 조정 경기 에이트의 일원이며, 금메달을 획득했다.

## 역대 선거 결과
| 선거명      | 직책명        | 대수 | 정당   | 득표율 | 득표수 (선거인단) | 결과 | 당락 |
| ----------- | ------------- | ---- | ------ | ------ | ----------------- | ---- | ---- |
| 1972년 선거 | 미국의 대통령 | 37대 | 인민당 | 0.10%  | 78,751표 (0명)    | 5위  | 낙선 |
| 1976년 선거 | 미국의 부통령 | 42대 | 인민당 | 0%     | 0표               | 8위  | 낙선 |

## 같이 보기
- 프레드 로저스